# David Pitcairn
David Pitcairn, né le 1er mai 1749 dans le Fife et mort le 17 avril 1809 à Charing Cross (Londres), est un médecin écossais.

## Biographie
Né en 1749 dans le Fife, il est le fils du major John Pitcairn, tué dans la bataille de Bunker Hill. Il est le frère de l'officier Robert Pitcairn. 
Pitcairn est envoyé à Edinburgh High School, à l'université de Glasgow puis à l'université d'Édimbourg. En 1773, il intègre Corpus Christi College à Cambridge, où il obtient un baccalauréat de médecine en 1779 et un doctorat en médecine en 1784,.
Il devient médecin à Londres en 1799 et est élu fellow du Royal College of Physicians le 15 août 1785. Il est censeur du Collège à cinq reprises et donne la Conférence goulstonienne (en) ainsi que l'Allocution harveyenne (en) en 1786. Il est élu médecin du St Bartholomew's Hospital le 10 février 1780 après la démission de son oncle William Pitcairn. Il conserve ce poste jusqu'à sa démission en 1793. Dans son traité sur la goutte et les rhumatismes, John Latham écrit que Pitcairn est le premier à découvrir que la valvulopathie cardiaque est une conséquente fréquente du rhumatisme articulaire aigu, et qu'il a enseigné cette découverte au St. Bartholomew's Hospital. Le 11 avril 1782, Pitcairn est élu membre de la Royal Society.

## Dernières années et décès
Pitcairn souffre régulièrement d'amygdalite purulente accompagnée d'hémoptysie, ce qui le contraint à abandonner son travail en 1798 pour passer dix-huit mois au Portugal. Il retourne ensuite en Angleterre et reprend son activité, mais le 13 avril 1809, il est pris de maux de gorge suivis d'une inflammation aiguë du larynx, et développe un œdème de la glotte dont il meurt le 17 avril 1809 à Craig's Court à Charing Cross (Londres). Il est ausculté par son ami proche Matthew Baillie, qui décrit son cas comme semblable à celui de John Macnamara Hayes, qui décèdera de la même maladie trois mois plus tard. Le cadavre de Pitcairn est examiné par Benjamin Collins Brodie en présence de Baillie, d'Everard Home et de William Charles Wells.
Pitcairn est inhumé dans le caveau familial de l'église St Bartholomew-the-Less dans l'enceinte du St. Bartholomew's Hospital à Londres. Une plaque est gravée en sa mémoire en l'église de Hadham Magna dans le Hertfordshire.

## Vie familiale
Pitcairn a épousé Elizabeth, fille de William Almack (en).